# Anouk van Dijk
Anouk Adriana van Dijk (Velp, 20 februari 1965) is een Nederlands choreografe en danseres.
Van Dijk studeerde in 1985 af aan de Rotterdamse Dansacademie. Ze danste vervolgens bijna 10 jaar als soliste bij de Rotterdamse Dansgroep en later bij Amanda Millers Pretty Ugly Dance Company. In 1989 begon ze zelf stukken te maken, eerst bij de Rotterdamse Dansgroep en vanaf 1993 bij Danswerkplaats Amsterdam. In 1996 besloot ze zich exclusief te richten op het maken van haar eigen werk en sinds 1998 heeft ze haar eigen dansgezelschap anoukvandijk dc.
Tijdens de Nederlandse Dansdagen in 2000 ontving Van Dijk van de VSCD de Lucas Hoving-productieprijs voor haar productie 'Microman'.
Van Dijk brak internationaal door in 1999 met Nothing Hurts, een samenwerkingsproject met Falk Richter. Nothing Hurts werd geselecteerd voor het Berliner Theatertreffen en ging daarna op tournee door Europa.
Ze ontwikkelde haar eigen bewegingssysteem: de countertechniek. Deze techniek breekt met het in de danswereld dominante uitgangspunt dat alle beweging is gerelateerd aan een centrum in het lichaam. In de countertechniek werken dansers zonder centrum, maar houden ze hun balans door altijd elke beweging een tegenbeweging te geven.
Op 18 november 2012 ontving zij uit handen van minister Jet Bussemaker de Gouden Zwaan 2012, de loopbaanprijs van de Vereniging van Schouwburg- en Concertgebouwdirecties in de vorm van een beeldje van Toer van Schayk. Daarbij gold onder andere als motivering: "De dansgeschiedenis telt vele grote dansers en choreografen. De namen van degenen die een eigen bewegings- en lessysteem hebben ontwikkeld – dat nog overdraagbaar is ook – zijn echter op de vingers van een paar handen te tellen. Daarom wil de jury Anouk van Dijk (1965) eren met de Gouden Zwaan 2012."